# 兰道尔·门罗
（1984年10月17日—，或译作蘭德爾·帕特里克·門羅），美国网络漫画家，前NASA机器人专家及程序员。他创作了知名网络漫画“xkcd”，拥有众多支持者和崇拜者。在离开NASA后，他成为一名职业网络漫画家。除了xkcd以外，门罗目前著有四本科學性質的書籍，也含有其創作的漫画插圖：《那些古怪又让人忧心的问题》（What If?， 2014年）、《万物解释者》（Thing Explainer， 2015年）、《如何不切实际地解决实际问题》（How To ，2019年）、《那些古怪又让人忧心的问题又来了》（What if？2 ，2022年）。

## 简历
门罗早期是funny pages漫画网站的爱好者，他最早的漫画是Calvin and Hobbes。门罗毕业于弗吉尼亚州查斯特菲尔德数学及科学高中，后于2006年在克里斯托弗·纽波特大学获得物理学位。他毕业前后在NASA的Langley研究中心以独立合同人身份工作了一段时间。2006年10月，因NASA的工作没有续约，他开始全职创作“xkcd”漫画。现在他以销售“xkcd”相关产品维持生活。该漫画很快变得流行，至2007年10月止每月已有7000万点击量。
门罗也举办过系列讲座，包括在加州山景城的谷歌公司总部Googleplex等地方发表演说。
2008年5月，他居住在马萨诸塞州的萨默维尔。
2011年5月，门罗结婚。

## 网络漫画

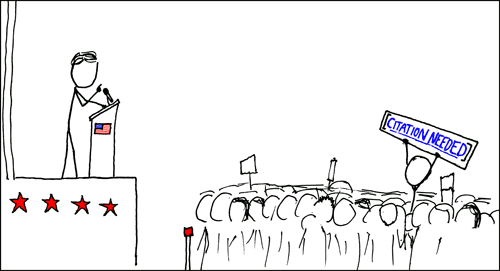
"Wikipedian Protester"

“xkcd”是一个以计算机科学、科技、数学、科学、语言、流行文化以及爱情为主题的火柴人漫画。
门罗最早选择xkcd作为其网络即时通讯的用户名，是因为他想要一个没有任何意义的名字，这样他就不会有一天对其感到厌倦。他注册该用户名之后一直未用，直到2005年9月开始用它发布他的画作。他的漫画有众多支持者，门罗称其得到最多反馈的漫画是 stoplights （页面存档备份，存于）。”
门罗使用創作共用授權條款 attribution-noncommercial 2.5许可授权其漫画，他说这不仅仅是为了自由文化运动，在商业上也很合理。他的收入来自向其漫迷销售的产品，其中包括每月售出上千件的T恤。
此漫画在科幻爱好者群体中的流行，使门罗在2011年和2012年被提名雨果奖最佳漫迷艺术家。

## 其他项目
门罗还创建了网站“Best Things”、"The Funniest"、“The Cutest”以及“The Fairest”。网站的网页里都给访客提供两个选项，让他们选择其中一个。
在完成漫画“Rule 34”一个月之后，他开始以开玩笑的方式创建了“WetRiffs”网站，用以补充互联网上“在淋浴里弹吉他”一类图片的不足。。
他的另一个网站LimerickDB鼓励创作大家搜集旧的或创作新的打油诗，但该网站现已无法访问。
他创建了栏目Geohashing wiki （页面存档备份，存于），该栏目基于一个每天生成地球上一个随机坐标的算法的漫画。
他还创建了一个叫做“What If”的栏目，用户能够在网站上向他提一些与物理和数学相关但看起来很荒谬的问题，他会通过他的知识以及各种网上学术资源来解答问题。2014年，他将问答集以《如果這樣，會怎樣？》为书名集结出版。
除了维护他的网站，门罗还参与风筝空中摄影活动，利用安放在风筝上的照相机来拍摄地面和建筑的照片。

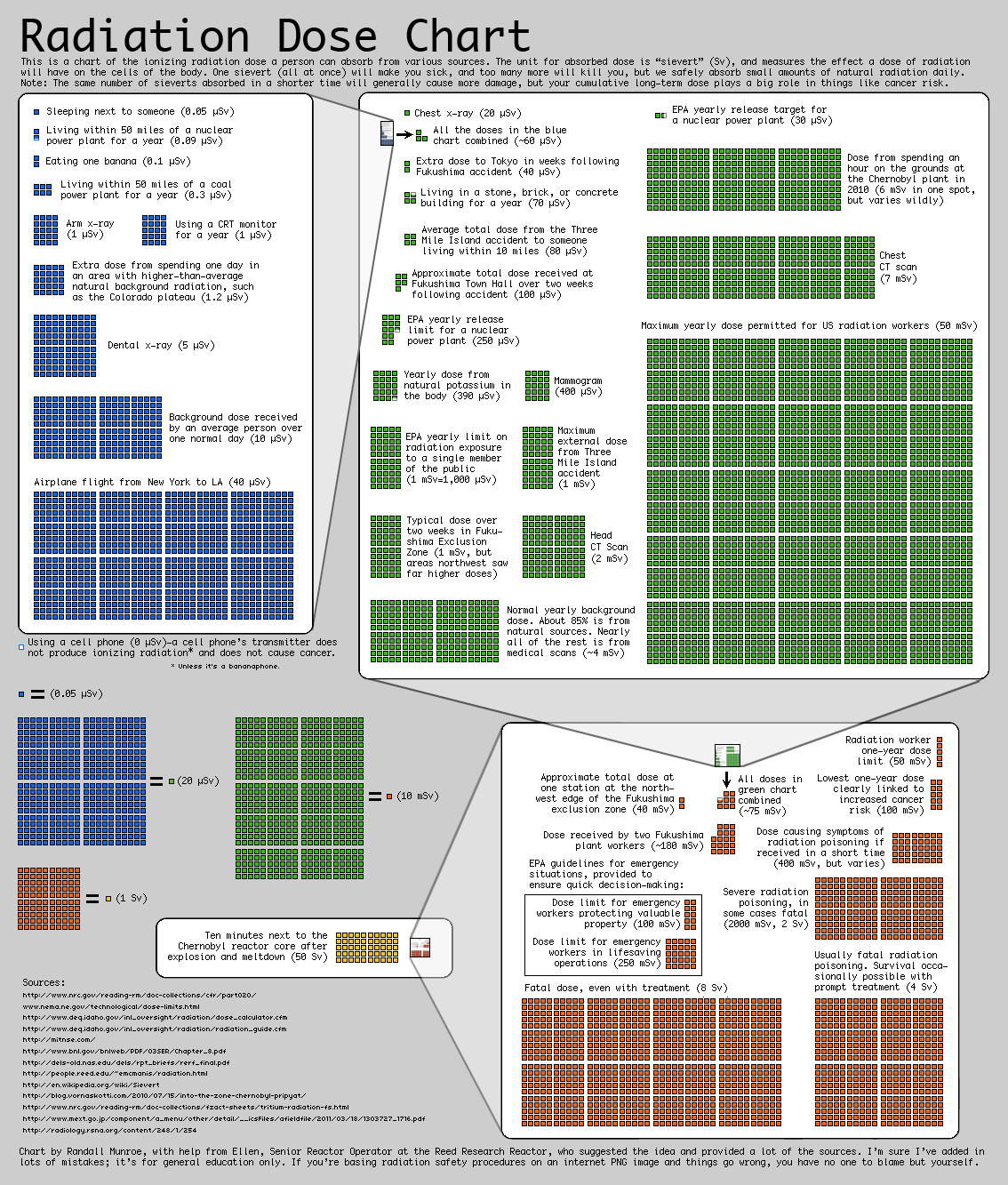
各西弗剂量下的放射性，从无关紧要到致命。

为了回应2011年大家对于福岛第一核电厂核辐射泄露的关注，为他称作“令人困惑”的媒体关于辐射级别的报道提供补充，门罗创作了一个比较辐射指数级别的图表。该图表很快被多个国家的印刷媒体和网络媒体的记者采用，包括被“卫报”及“纽约时报”的记者。在得到了将该图表再版和日语翻译的许可之后，门罗将其放在了公共网络上，但是要求在再版声明中必须注明他并非该领域专家。